# MGM-140 ATACMS
MGM-140 ATACMS는(육군 전술 미사일 시스템, Army Tactical Missile System, ATACMS, 에이태큼스)는 미국 록히드 마틴사가 개발한 육군 전술용 지대지 미사일이다. 발사대는 227mm 다연장 로켓포시스템을 사용할 수 있다. 다연장 로켓 6발 발사대에서 ATACMS 1발을 발사할 수 있다. 기존의 미 육군 랜스 미사일을 대체하기 위해 개발되었다.

## 파생형

### 블록 1 (Block 1)
950여개의 M74 APAM(대인 & 경장갑 차량)자탄을 탑재한 모델로 사정거리는 165km이다. M270 MLRS에서 발사되며 유도는 관성항법장치로만 진행되는 것이 특징이다.

### 블록 1A (Block 1A)
유도장치에 GPS가 추가되었으며 사정거리가 300km로 대폭 향상되었으나 M74 APAM자탄 탑재개수는 275개로 감소되었다.

### 블록 2 (Block 2)
13개의 BAT(Brilliant Anti-armor Technology)자탄을 탑재하는 모델로 본래 대량 양산될 계획 이었지만 P3I BAT자탄의 실험결과가 기대이상으로 나오자 생산을 중지시키고 P3I BAT자탄을 탑재하는 새로운 ATACMS Block II를 생산하는 것을 목표로 개발을 진행 중이다.
미국은 1990년대 말 개발된 사거리 145 km의 에이태킴스 블록 Ⅱ를 해외에는 처음으로 주한미군 2 보병사단의 전력강화를 목적으로 실전배치 되었으며 에이태킴스 블록 Ⅱ는 BAT(Brilliant Anti-armor Technology)라 불리는 지능형 자탄 13발을 탑재, 스커드 미사일 등 지대지 미사일 이동식 발사대(TEL)와 전차·장갑차 등 이동 목표물을 정확히 파괴할 수 있다.

### 블록 2A (Block 2A)
6개의 P3I BAT자탄을 탑재하는 모델로 실전 배치 될 경우 사정거리는 300km로 추정되는 모델이다. 이 모델은 P3I BAT자탄의 개발이 완료될 경우 후속하여 등장하게 될 모델이기도 하다.

### 블록 3 (Block 3)
지하구조물이나 적 지휘소 같은 목표물을 공격하기 위해 개발된 모델로 단단한 목표에 대해서 고강도 합금재질의 길고 튼튼한 긴 원추형 관통탄두로 관통하여 목표물을 파괴하는 미사일로 계획되었으나 2004년 이후 잠정적으로 계획 자체가 종료된 모델이다. ATACMS-P (P = 관통자)라고도 표기하며 완성 될 경우 중량 139kg의 탄두부와 공산오차 5~10m 미만의 유도성능과 사정거리는 140~220km수준이 되었을 것이다.

### 블록 4A (Block 4A)
지상에 노출된 고가치 군사시설에 대한 공격을 위해서 개발된 모델로 블록 1A의 파생형으로 계획되어 단일탄두를 탑재하는 계획으로 시작되었으며 2000년 11월부터 개발이 시작되어 2001년도에 '블록 1A의 단일탄두'라는 파생명칭으로 발사실험을 하였으며 현재에는 MGM-168 ATAMCS Block IVA로 명명된 모델이다. 탄두부에는 225kg(500lbs)급의 WDU-18/B 단일 고폭탄두가 탑재 될 예정이고 사정거리는 270km로 예상되는 모델이다.

## 제원

### MGM-140 ATACMS
- 길이: 4.0 m (13 ft)
- 지름: 0.61 m (24 in)
- 날개폭: 1.4 m (55 in)
- 중량: 1670 kg (3690 lb)
  - MGM-140B: 1320 kg (2910 lb)
  - MGM-140C (MGM-164A): 1480 kg (3270 lb)
- 고도: > 50 km (30 miles)
- 사거리: 300 km
  - MGM-140B/E: 300 km (186 miles)
  - MGM-140C (MGM-164A): 140 km (87 miles)
- 추진방식: 고체연료 로켓
- 탄두: 560 kg (1240 lb) (950개의 M74 APAM 자탄);
  - MGM-140B: 160 kg (353 lb) (275개의 M74 APAM 자탄);
  - MGM-140C (MGM-164A): 268 kg (592 lb) (13개의 BAT 자탄);
  - MGM-140E (MGM-168A): 227 kg (500 lb) WAU-23/B unitary high-explosive

### MGM-164 ATACMS II
- 길이: 4.0 m (13 ft)
- 지름: 0.61 m (24 in)
- 날개폭: 1.4 m (55 in)
- 중량: 1480 kg (3270 lb)
- 고도: > 50 km (30 miles)
- 사거리: 140 km (87 miles)
- 추진방식: 고체연료 로켓
- 탄두: 268 kg (592 lb) (13개의 BAT 자탄)

### MGM-168 ATAMCS Block IVA
- 길이: 4.0 m (13 ft)
- 지름: 0.61 m (24 in)
- 날개폭: 1.4 m (55 in)
- 중량: ?
- 고도: > 50 km (30 miles)
- 사거리: 300 km (186 miles)
- 추진방식: 고체연료 로켓
- 탄두: 227 kg (500 lb) WDU-18/B unitary high-explosive

## 사거리
원래, 무기의 정확한 사거리는 공개되지 않는다. 그동안 ATACMS 사거리가 300 km (186 miles)라고 알려졌지만, 러시아의 우크라이나 침공에서는 322 km (200 miles)라고 보도되고 있다.

## ATACMS 개량형
2013년 9월 25일, 미국 육군은 "The Army’s Role in Countering Anti-Access and Area Denial: Support to Air-Sea Battle,"이라는 보고서를 작성했다. 보고서는 중간유도가 계속 업데이트되고 종말유도는 액티브 레이다 유도를 사용하는 에이태킴스 개발을 제안했다. 또한 사거리 1,000 km 버전도 제안했다.

## 대한민국
대한민국이 1999년부터 도입하려고 했던 에이태킴스 도입사업을 1998년부터 도입하기로 하여, 미국 록히드 마틴사로부터 사거리 1백65km인 ATACMS 블록1형 1백10기와 구경 227 mm인 사거리 40 km의 다연장 로켓 2백79기 및 발사대 29대를 2000년까지 도입하였다.
대한민국 국방부는 4일 “미국 록히드 마틴사로부터 사정거리 300km의 중거리 지대지 미사일인 에이태킴스(ATACMS) 블록1A 110발과 발사대 29문을 올해부터 오는 2004년까지 3,900억원의 예산을 들여 도입하기로 했다”고 밝혔다. 길이 3.98ｍ, 지름 61cm이며 1발 당 가격은 13억원이다.
대한민국 국방부의 고위소식통은 5일 “미 록히드마틴사가 제작한 사정 300km의 전술 지대지 미사일인 ‘에이태킴스(ATACMS) 블록 1A’ 미사일이 빠르면 연내에 동부전선에 실전 배치될 예정”이라며 “내년 말까지 110발이 도입될 것”이라고 말했다.
에이태킴스 미사일은 현무 미사일과 사거리가 동일한 300 km이다. 그러나, 에이태킴스가 1.5톤 무게인 반면에, 현무는 6톤이 넘는다. 무게가 4배 차이 난다.
2010년 연평도 포격 사건이 발생했다. 북한이 170발의 장사정포를 연평도에 발사했다. 이에 대한 대응조치로 이명박 대통통려령은 에이태킴스 국산화 사업인 번개사업을 지시했다. 2012년 개발을 시작해, 4,456억원의 개발비를 투입했다. 2017년에 실전배치되었다.
2017년 7월 5일, 오전 7시에 한미연합군이 동해안에서 합동 사격훈련을 했다. 한국군은 현무-2, 미군은 에이태킴스를 동해로 발사했다. 4일에 북한이 화성 14호 ICBM을 발사했다. 문재인 대통령은 전날 북한이 ICBM 미사일 도발을 감행한 뒤 정의용 국가안보실장에게 한·미 미사일 연합 무력시위를 지시했다. 안보실장은 4일 오후 9시쯤 H. R. 맥매스터 백악관 안보보좌관과 통화해 도널드 트럼프 미국 대통령의 승인을 받았다.
2017년 7월 4일 북한은 평안북도 구성의 방현비행장 근처에서 김정은이 직접 참관하는 가운데 미국 본토 타격이 가능한 ICBM 화성-14형을 처음 발사했다. 당시 빈센트 브룩스 한·미 연합사령관은 매티스 국방장관 승인을 받아, 다음 날 곧바로 남북 접경과 맞닿은 동해안에서 시위와 경고 목적의 작전에 나섰다. 해안가에서 불을 뿜으며 발사된 미군 전략미사일이 186마일(약 299.33km)을 날아가 동해에 떨어졌다. 우드워드는 책에서 “그것은 미국이 미사일을 발사한 지점에서 북한의 미사일 발사장, 김정은이 미사일 발사를 지켜보는 사진이 찍힌 텐트까지의 정확한 거리였다”고 이 장면을 묘사했다.
2017년 7월 29일, 한미연합군이 동해안에서 합동 사격훈련을 했다. 한국군은 현무-2, 미군은 에이태킴스를 동해로 발사했다. 6시간 전에 북한이 화성 15호 ICBM을 발사했다. 화성 14호는 추력 80톤급 백두엔진 1개, 화성 15호는 백두엔진 2개를 1단에 사용한다.
한반도 비핵화 선언 이후, 주한미군에는 핵미사일이 모두 철수되었다고 알려져 있었는데, 2020년 우드워드의 저서에서는 주한미군의 에이태킴스가 전술미사일이 아니라 전략미사일이며, 작전계획 5027에는 미군 핵무기 80개 사용이 포함되어 있다고 알려졌다.
에이태킴스는 MGM-140E 버전이 사거리 300 km (186 miles), 탄두중량 227 kg (500 lb) 고폭탄을 사용한다고 알려져 있다. 이를 핵탄두로 교체했을 경우 W87, W88가 500 파운드 정도의 무게이다. 핵무기는 100 kt을 넘으면 전략 핵무기, 미만이면 전술 핵무기인데, W87, W88 모두 무게 500 파운드에 폭발력 100 kt가 넘는 전략 핵무기이다. 2020년 우드워드의 저서 격노에서 에이태킴스가 전술미사일이 아닌 전략미사일이라고 밝힌 점을 참고한다면, 주한미군에 에이태킴스 장착용 핵무기 80개 정도가 배치되어 있다는 의미로 해석할 여지가 있다. 재래식 탄두의 단거리 미사일은 전략미사일이라고 부르지를 않는다.

## 우크라이나
2022년 9월, 젤렌스키 우크라이나 대통령이 미국에 에이태킴스 지원을 요구했다. 미국은 반대했다.
2023년 1월 19일, 벤 호지스 전 유럽 주둔 미국 육군 총사령관이 블라디미르 푸틴 러시아 대통령을 무릎 꿇릴 수 있는 세 가지 핵심 무기를 꼽아 관심을 끌고 있다. 호지스 전 총사령관은 미국 시사 주간지 뉴스위크에 세 가지 핵심무기로 에이태킴스(ATACMS) 미사일과 지상발사소구경폭탄(Ground-Launched Small Diameter Bomb·GLSDB), '킬러 드론'으로 불리는 무인 정찰·공격기 '그레이 이글(MQ-1C)'을 꼽았다. 호지스 전 사령관은 "에이태킴스가 우크라이나군 전력에 큰 변화를 가져올 수 있다"며 "오데사에서 세바스토폴까지 직선으로 300km다. 따라서 지금 우크라이나군은 크림반도 북부 잔코이에 있는 거대한 물류 허브를 공격할 수 있다"고 설명했다.
2023년 4월 29일, 크림반도 세바스토폴의 유류 저장고가 미사일 공격을 받아 폭발했다.
우크라이나 군 당국은 이번 공격의 수행 여부를 밝히진 않으면서도 “러시아 흑해함대가 사용할 계획이었던 약 4만t 용량의 유류 저장탱크 10개 이상이 파괴됐다”고 주장했다. 안드리 유소프 우크라이나 군사정보국 대변인은 “(드론 공격은) 전날 우크라이나인이 대거 사망한 것에 대한 ‘신의 형벌’이 이뤄진 것”이라면서 “이 형벌은 오래 지속할 것이고 가까운 장래에 또 벌어질 테니 크림반도의 모든 주민은 군사시설 근처에 머물지 않는 게 좋을 것”이라고 말했다. 이번 공격은 전날 러시아군이 수도 키이우를 비롯해 드니프로, 크레멘추크 등 우크라이나 전역을 미사일로 공격해 사망자가 최소 25명이 발생한 직후 벌어졌다.

## 비교되는 미사일
- LORA: 이스라엘판 에이태킴스 미사일
- 랜스 미사일: 에이태킴스 이전에 실전배치된 미사일
- SS-21: 러시아판 랜스 미사일
- 플루톤 미사일
- 하데스 미사일
- R-400 오카
- 이스칸데르 미사일